# 364. strelska divizija (ZSSR)
364. strelska divizija (izvirno rusko 364. стрелковая дивизия; kratica 364. SD) je bila strelska divizija Rdeče armade v času druge svetovne vojne.

## Zgodovina
Divizija je bila ustanovljena septembra 1941 v Omsku.